# Dieter Bäumle
Dieter Bäumle (* 3. Februar 1935 in Thalwil; † 22. November 1981) war ein Schweizer Komponist.

## Leben
Bäumle wurde als Pfarrerssohn in Thalwil geboren. Schon sehr früh zeigte sich bei ihm eine aussergewöhnliche musikalische Begabung. Mit acht Jahren entstand seine erste Komposition. Ein Jahr später erhielt er den ersten Klavierunterricht durch Ernst Hörler, der ihn auch in seinen Kompositionsversuchen unterstützte. Etwas später besuchte der begabte Schüler Kompositionsunterricht bei Willy Burkhard. Nach einer kurzen Zeit bei Theo Lerch trat er mit 16 Jahren als Schüler Walter Freys ins Konservatorium Zürich ein, wo er sich Lehr- und Konzertdiplom mit höchster Auszeichnung erwarb. Gleichzeitig nahm er auch an Meisterkursen bei Rudolf Serkin und Edwin Fischer teil.
Einen seiner ersten grossen Erfolge erspielte sich der junge Pianist mit zwanzig Jahren in der Tonhalle Zürich mit seinem Lieblingskonzert, dem Klavierkonzert in d-Moll von Johannes Brahms. Die Tonhalle-Gesellschaft schrieb dazu in ihrem Programm: «Der junge Zürcher Dieter Bäumle hat seine hohe Musikalität und sein glänzendes technisches Können mancherorts bewiesen. Er zählt zu den grössten Hoffnungen des jüngsten Pianistennachwuchses.»
Trotz vielen sensationellen Auftritten im In- und Ausland blieb Dieter Bäumle der Durchbruch zur pianistischen Weltklasse versagt. Schwere innere Erschütterungen, verbunden mit tragischen äusseren Umständen, umschatteten sein Künstlerdasein. Sein aussergewöhnliches Talent kam seiner Anlage nach nicht zum Reifen, was ihn bis zum Lebensende deprimierte. Der seinerseits umjubelte Pianist konnte trotz intensivsten Bemühungen in der Schweiz keine Anstellung als Musiker finden und hielt seine Familie mit Gelegenheitsarbeiten knapp über Wasser. Erst 1971 fand er eine Anstellung als Klavierlehrer an der Kantonsschule Schaffhausen. Sein liebenswürdiger, verständnisvoller und geduldiger Umgang mit seinen Schülern zeichnete seine fruchtbare pädagogische Tätigkeit nachhaltig aus.
42-jährig zog ihn das Schicksal erneut in dunkle Tiefen. Dieter Bäumle erkrankte unheilbar an Leukämie und starb im Alter von 46 Jahren in Schaffhausen.
Als Komponist äusserst vielseitig, schrieb Dieter Bäumle nebst klassischer Musik auch Jazz-, Unterhaltungs-, Schul- und Kirchenmusik. Besonders pflegte er allerdings die Kompositionen für Klavier.

## Werk

### Galgenlieder
Die Galgenlieder nach Texten von Christian Morgenstern entstanden 1973 auf Anregung von Edwin Villiger, welcher Lieder für seinen Kantonsschulchor suchte. Die Kompositionen sind in engem Kontakt mit der Chorpraxis entstanden. Bäumle brachte die ersten Sätze in die Proben und markierte am Klavier sowohl den ganzen Instrumentalpart als auch nach Bedarf den Chorsatz. Erstaunt und beglückt stellte er fest, wie die jungen Leute mit wachsender Begeisterung auf die Kompositionen eingingen und deren Aussage intuitiv erfassten. So brachte er Satz um Satz, fühlte immer wieder die Wogen der Freude wie eine Brandung auf sich zukommen und empfand das Glück des schöpferischen Künstlers, in seiner Botschaft unmittelbar verstanden zu werden.
Die 12 Gedichte aus Morgensterns Galgenliedern werden mit dem Stilmittel des Kontrastes zusammengefasst. In schlicht homophonem Satz erklingt die Introduktion; im Chor der Sprache abgelauschte Rhythmen begleitet von spielerischen Triolengängen. Hämmernde Klavier-Ostinati, umspielt von Bläser- und Streicherpassagen kennzeichnen den zweiten Satz, das Bundeslied der Galgenbrüder. In chromatische Gänge abgleitende Klagelaute der Instrumente illustrieren im dritten Satz die Sprüche der Gehenkten. Ironische Naivität spricht aus der Musik zum Gebet. Die schmissige Musik zu Lunovis kontrastiert eigenartig zur skurrilen Figur des Mondschafes. Der Rabe Ralf, ein ironisch-sentimentaler «Valse triste», evoziert die Atmosphäre des alten Wiener Kaffeehauses. Das grosse Lalula hat als Eröffnung der zweiten Werkhälfte einen besonderen Stellenwert; die Reduktion auf einstimmigen Chor über vorantreibender Klavierbegleitung verleiht dem unsinnigen Text ein eigenartiges Gewicht. Im Zwölf-Elf werden die verschiedenen Gestalten der Galgenlieder von den Instrumenten in bizarre Klangfiguren umgesetzt, während sich der Chor auf einfache Textrezitation beschränkt. In den letzten Sätzen geistern die Glockentöne des Big Ben, knattert das Einsame Hemmed, prasseln die Wasserfluten um den Walfafisch und klappern zwischen Zwischenräumen hölzern-trocken die Latten des Lattenzauns.
Bäumles Tonsprache wurzelt in der Tradition und bezieht neuere Elemente aus dem Jazz und der Unterhaltungsmusik mit ein; die musikalischen Mittel sind eigenständig, originell und mit sprühender Phantasie eingesetzt. Aus der Vertonung sprechen Humor, Witz und Ironie ebenso wie Gemüt und leise Melancholie (nach Edwin Villiger).

### Kantate op. 11 «Aus tiefer Not schrei ich zu Dir»
Zur Uraufführung 1980 im Münster Schaffhausen schrieb die mit Dieter Bäumle gut bekannte Musikkritikerin Rita Wolfensberger:
«Schliesslich wurde an diesem Abend sogar eine Uraufführung geboten: Die 1962 komponierte Kantate ‹Aus tiefer Not› von Dieter Bäumle erfuhr eine packende ausdrucksvolle Darstellung. Indem er Chorteile – mit einer Sprechstimme abwechselnd – singen und rezitieren lässt und der Begleitorgel sehr dekorative Aufgaben überträgt, erreicht Bäumle ein musikalisch ungemein vielfältiges, dramatisches und abwechslungsreiches Geschehen, ohne den Schwierigkeitsgrad unnötig hochschrauben zu müssen: ein sehr geschickt gemachtes, grundmusikalisches und feinsinniges Werk.»
| Personendaten    | Personendaten       |
| ---------------- | ------------------- |
| NAME             | Bäumle, Dieter      |
| KURZBESCHREIBUNG | Schweizer Komponist |
| GEBURTSDATUM     | 3. Februar 1935     |
| GEBURTSORT       | Thalwil             |
| STERBEDATUM      | 22. November 1981   |